# José Flávio Pessoa de Barros
José Flávio Pessoa de Barros (25 de enero de 1943-2011) fue un profesor, sacerdote, escritor brasileño, que vivía en Río de Janeiro. Sus especialidades eran la Antropología de las religiones, Religiones afrobrasileñas, Etnobotánica.

## Formación
- 1969 - graduado en Derecto, Universidade Cândido Mendes
- 1971 - graduado en Ciencias Físicas y Biológicas, Universidad Gama Filho
- 1974 - especializado en Antropología Biológica y Arqueología, Universidad Federal de Río de Janeiro
- 1983 - doctorado en Antropología, Universidad de São Paulo
- 1986 - posdoctorado, Universidad de París

## Actuación
Fue autor de la tesis "Ewe o osanyin: sistema de classificação de vegetais nas casas de Santo Jejê-Nagô de Salvador, Bahia", abordando la clasificación de las especies vegetales y directamente relacionados con los temas que se tocaron, grabadas y transcritas en el lenguaje del culto mismo, el Yorubá.
Falleció el 30 de mayo de 2011: 

el pueblo santo pierde un gran hombre dedicado a la vida de Orixás

## Obra
- A Galinha d’Angola: Iniciação e Identidade na Cultura Afro-Brasileira. Arno Vogel, Marco Antonio da Silva Mello, Rio de Janeiro: Pallas, 1993

- O Segredo das Folhas: Sistema de Classificação de Vegetais no Candomblé Jêje-Nagô do Brasil. Rio de Janeiro: Pallas: UERJ, 1993, 1997, 147 pp. ISBN 85-347-0024-9

- América Latina e Caribe: desafios do século XXI. Con Maria Teresa Toríbio Brittes Lemos. Edición ilustrada de UERJ, PROEALC, 1995. 254 pp. ISBN 857107013X

- América Latina e Europa Centro-Oriental: perspectivas para o terceiro milênio. Volumen 1. Con Maria Teresa Toríbio Brittes Lemos, y Andrzej Dembicz. Editor Univ. do Estado do Rio de Janeiro, 423 pp. 1996

- Raízes da cultura latino-americana no terceiro milênio. Editor INTERCON/UERJ, 1997 179 pp. ISBN 8571070164

- Memória, representações e relações interculturais na América Latina. Con Maria Teresa Toríbio Brittes Lemos. Editor Univ. do Estado do Rio de Janeiro, INTERCON/NUSEG, 308 pp. 1998 ISBN 858588147X

- Ewé òrìṣà: uso litúrgico e terapêutico dos vegetais nas casas de candomblé jêje-nagô. Con Eduardo Napoleão. 3ª edición ilustrada de Bertrand Brasil, 514 pp. 1999 ISBN 8528607445

- Brasil: cinco séculos de memória e história: relações internacionais. Con Maria Teresa Toríbio Brittes Lemos, y Luiz Henrique Bahia. Editor Univ. do Estado do Rio de Janeiro, INTERCON, NUSEG, 219 pp. 1999 ISBN 8587597019

- A galinha d'angola: iniciação e identidade na cultura afro-brasileira. Con Arno Vogel, y Marco Antonio da Silva Mello. 3ª edición de Pallas Editora, 2001, 204 pp. ISBN 8534702721 en línea

- Ewe Orisa: Uso Litúrgico e Terapeutico de Vegetais. Bertrand Brasil, 2000, ISBN 8528607445

- As muitas faces da jurema: de espécie botânica à divindade afro-indígena. Con Clarice Novaes da Mota, Ulysses Paulino de Albuquerque. Editor Bagaço, 2002. 192 pp. ISBN 8574093505

- Na Minha Casa: Preces aos Orixás e Ancestrais, Pallas, 2003, 149 pp. ISBN 8534703523 en línea

- A Fogueira de Xangô, o Orixá de Fogo, Pallas, 2005, 247 pp. ISBN 8534703507 en línea

- O Banquete do Rei-Olubajé, Pallas, 2005, 183 pp. ISBN 8534703493 en línea